# Selenia extrema
Selenia extrema är en fjärilsart som beskrevs av Smith 1950. Selenia extrema ingår i släktet Selenia och familjen mätare. Inga underarter finns listade.